# Carl Andrian
Carl Andrian, auch Carl von Andrian-Werburg (* 30. Oktober 1680 in Tisens (Tirol); † 7. Februar 1745 in Graz) war ein österreichischer Jesuit und Historiker.
Er wurde Professor der Geschichte und Dekan der theologischen Fakultät der Universität Graz.